# Rotwangige Schmalfuß-Beutelmaus

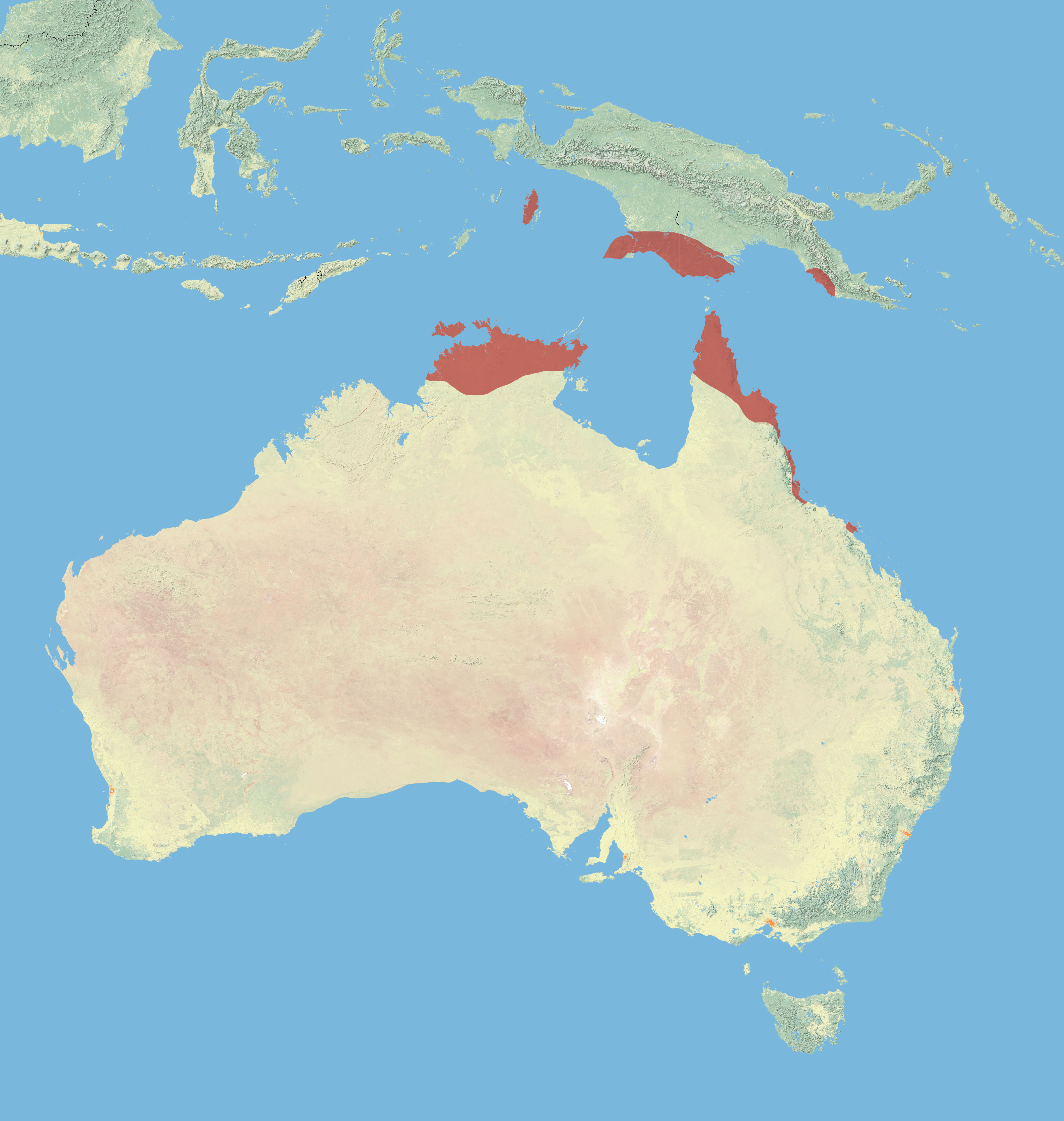
Verbreitungskarte von Sminthopsis virginiae

Die Rotwangige Schmalfuß-Beutelmaus (Sminthopsis virginiae) ist eine Beutelsäugerart aus der Gattung der Schmalfuß-Beutelmäuse.

## Beschreibung
Die Kopfrumpflänge der Männchen beträgt 96 mm bis 135 mm, der Schwanz ist 100 mm bis 133 mm lang und das Gewicht liegt bei 31 bis 58 g. Weibchen sind mit einer Kopfrumpflänge von 90 mm bis 133 mm, einer Schwanzlänge von 90 mm bis 122 mm und einem Gewicht von 18 bis 34 g nur wenig kleiner aber deutlich leichter. Die Länge der Ohren beträgt 12 mm bis 13 mm. Das Fell ist auf der Rückenseite dunkelgrau und am Bauch weißlich. Auffallend ist ein schwärzlicher Streifen auf der Mitte der Schnauze und es Kopfe und die rötlichen Wangen. Der Schwanz ist spärlich mit dunklen Haaren bedeckt, bei einigen Exemplaren aus dem Northern Territory ist er allerdings hell. Die Rotwangige Schmalfuß-Beutelmaus wächst ihr ganzes Leben lang. Geschlechtsreife Exemplare allerdings langsamer.

## Verbreitung, Unterarten und Lebensraum
Diese Art ist im Norden von Australien, im Süden von Neuguinea und auf den Aru-Inseln verbreitet. Es gibt drei Unterarten, von denen eine möglicherweise in Zukunft zu einer eigenständigen Arten wird. Die australischen Unterarten S. v. nitela und S. v. virginiae wurden in Gefangenschaft miteinander gekreuzt. Kreuzungsversuche zwischen S. v. nitela und S. v. rufigensis waren nicht erfolgreich.
- Das Verbreitungsgebiet der Unterart S. virginiae virginiae liegt im Norden von Queensland und reicht vom Kap York bis nach Mackay.
- Die Unterart S. virginiae nitela lebt im Norden des Northern Territory und in einigen kleinen Gebieten in der Region Kimberley.
- S. virginiae rufigensis lebt im Süden von Neuguinea und auf den Aru-Inseln.

Der Lebensraum besteht auf Neuguinea aus Savannen, in Australien aus Waldländern, Grasland, Sümpfen, Mooren und landwirtschaftlich genutzten Flächen. Ihre Nester bauen die Tiere wahrscheinlich auf dem Boden unter dichten Gras oder unter Schraubenbäumen (Pandanus).

## Fortpflanzung
Das Fortpflanzungsverhalten dieser Art ist bei in menschlicher Obhut gehaltenen Exemplaren beobachtet worden. Die Jungen werden nach einer Tragzeit von 15 Tagen geboren. Ihre Anzahl wird durch die Anzahl der Zitzen der Weibchen beschränkt (acht bei S. v. nitela und S. v. virginiae und sechs bei S. v. rufigensis). Die Jungtiere werden für einen von etwa 65 bis 70 Tagen gesäugt und werden mit einem Alter von 4 bis 6 Monaten geschlechtsreif.

## Ernährung
Die Nahrung dieser Art besteht hauptsächlich aus Insekten. Die Tiere können aber auch kleine Reptilien und möglicherweise auch verschiedene Kleinsäuger erbeuten.

## Gefährdung
Die IUCN listet die Art als „nicht gefährdet“ (least concern).

## Belege
1. 1 2 3 4 5  Andrew Baker: Family Dasyuridae (Carnivorous Marsupials). Seite 334–348 in Don E. Wilson, Russell A. Mittermeier: Handbook of the Mammals of the World – Volume 5. Monotremes and Marsupials. Lynx Editions, 2015, ISBN 978-84-96553-99-6
2. ↑  Sminthopsis virginiae in der Roten Liste gefährdeter Arten der IUCN 2013.1. Eingestellt von: Helgen, K., Dickman, C., Lunde, D., Burnett, S., Woinarski, J. & Woolley, P., 2008. Abgerufen am 25. September 2013.